# Amolops nepalicus
Amolops nepalicus é uma espécie de anfíbio da família Ranidae.
É endémica do Nepal.
Os seus habitats naturais são: florestas secas tropicais ou subtropicais e rios.